# Glacier du Col des Dômes
Le glacier du Col des Dômes est un glacier de France situé dans le massif du Mont-Blanc, sur la commune de Saint-Gervais-les-Bains.
Le glacier nait sur l'ubac des dômes de Miage à environ 3 600 mètres d'altitude au niveau du col des Dômes et s'écoule vers le nord-ouest en direction des chalets de Miage. Il est entouré au nord par le glacier de Miage, au sud par le glacier de Tré-la-Tête sur l'autre versant des dômes de Miage et au sud-ouest par le glacier de Covagnet.

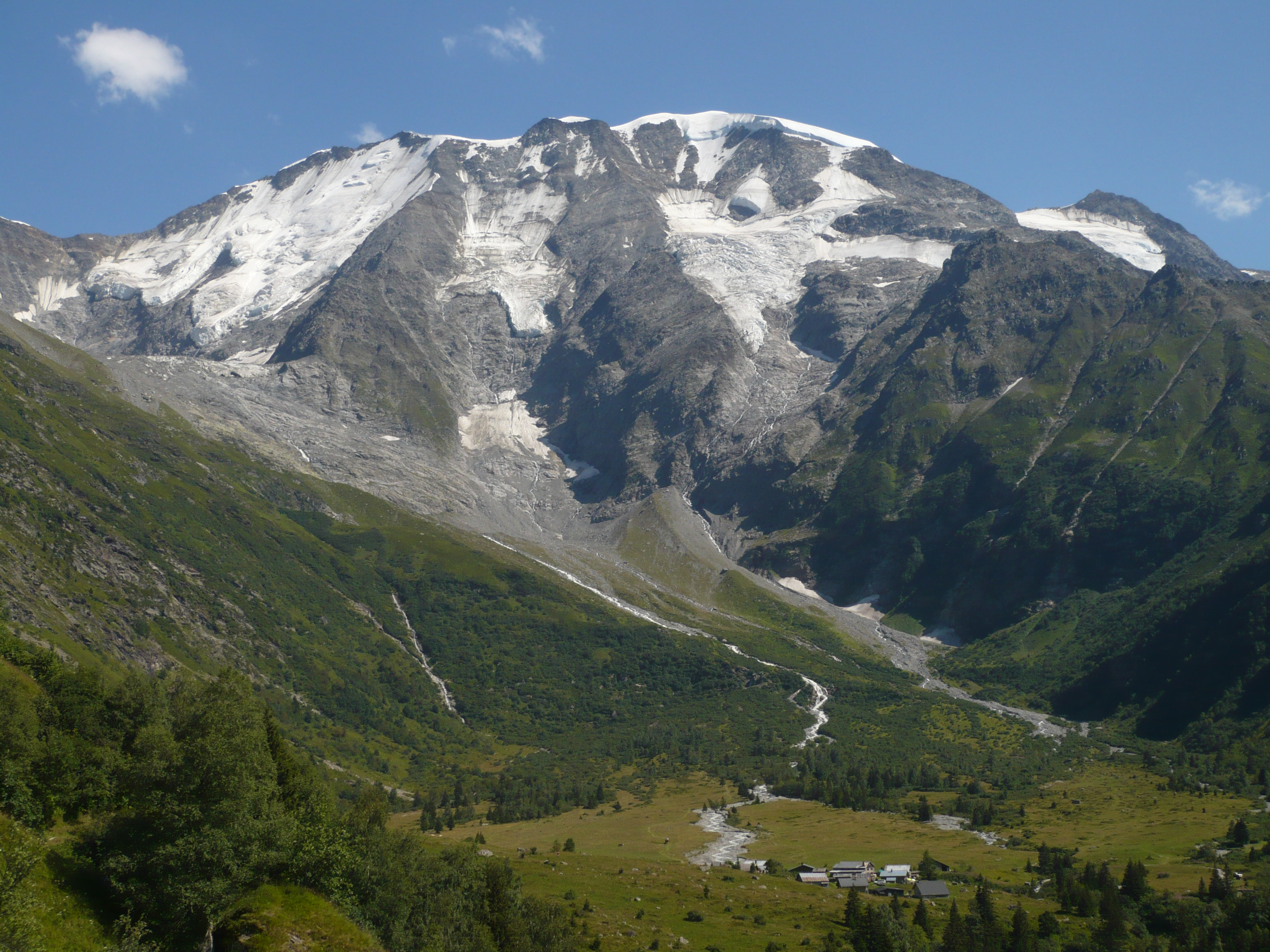
Vue de l'ubac des dômes de Miage depuis les chalets de Miage au nord-ouest avec le glacier du Col des Dômes (centre gauche de l'image).